# Mariano Matamoros (Chiapas)
Mariano Matamoros es una localidad del estado mexicano de Chiapas. Es parte del municipio de Venustiano Carranza.

## Toponimia
El nombre de la localidad rinde homenaje a Mariano Matamoros, héroe de la Independencia de México.

## Demografía
| Gráfica de evolución demográfica |
|                                  |

| Censo | Población |
| ----- | --------- |
| 1921  | 574       |
| 1930  | 570       |
| 1940  | 670       |
| 1950  | 790       |
| 1960  | 910       |
| 1970  | 992       |
| 1980  | 1 217     |
| 1990  | 1 254     |
| 2000  | 1 456     |
| 2010  | 1 566     |
| 2020  | 1 511     |